# Gerygone tenebrosa
A Gerygone tenebrosa a madarak osztályának verébalakúak (Passeriformes) rendjébe és az ausztrálposzáta-félék (Acanthizidae) családjába tartozó faj.

## Rendszerezése
A fajt Robert Hall írta le 1901-ben, a Pseudogerygone nembe Pseudogerygone tenebrosa néven.

## Alfajai
- Gerygone tenebrosa christophori Mathews, 1912
- Gerygone tenebrosa tenebrosa (Hall, 1901)[2]

## Előfordulása
Ausztrália északnyugati részén honos. A természetes szubtrópusi és trópusi mangroveerdők és part menti bozótosok.

## Megjelenése
Testhossza 10–12,5 centiméter, testtömege 7,5 gramm.

## Életmódja
Rovarokkal táplálkozik.